# Øystein Runde
Øystein Runde   (Ulstein, 14 de desembre de 1979) és un dibuixant de còmic, cineasta i escriptor noruec, conegut per la saga de superherois De fire store. També és autor del llibre infantil Elefanten Tommy (2012), de la pel·lícula de terror Julebukk (2015), i d'alguns llibres sobre viatges i coneixements científics.

## Obra
Obra
- Margarin (2006)
- Rundetid (2008)
- Soga om Olav Sleggja (2009)
- Bjartmann (2012)
- Moskva (2013)
- Futen (2015)
- Hvordan kan Los Angeles knuse hjertet mitt? (2017)
- Stamceller: Kroppens superhelter (2017)
- Antibiotika. Helt og antihelt (2022)

### Sèries
- De fire store
  - Når de døde våkner (2007)
  - Bukk fra luften, bukk fra bunnen, Obstfelder er forsvunnen (2010)
  - De fire store: Julen 1898 (2011)
  - Hvem drepte Ibsen? (2016)